# ميغيل غارسيا (كاهن كاثوليكي)
ميغيل غارسيا (بالإسبانية: Miguel García Cuesta)‏ (و. 1803 – 1873 م) هو كاهن كاثوليكي إسباني، توفي في سانتياغو دي كومبوستيلا، عن عمر يناهز 70 عاماً.

## مناصب
تولى منصب كاردينال
- رئيس أساقفة
- Roman Catholic Bishop of Jaca  [لغات أخرى]‏.

## التعليم
تعلم في جامعة سلامنكا.